# 캣피시 헌터
제임스 오거스트 "캣피시" 헌터(James August "Catfish" Hunter, 1946년 4월 8일 ~ 1999년 9월 9일)는 1965년과 1979년 사이에 활약한 메이저 리그 베이스볼의 오른손 잡이 투수였다. 빅 리그에서 자신의 활약 시기 동안에 헌터는 곤란한 상황들에서 오르는 데 자신의 능력과 굉장하게 정확한 통제로 잘 알려졌다. 그는 3.26의 방어율, 224개의 승리(222선발승)와 5개의 월드 시리즈 타이틀과 함께 야구에서 은퇴하였다.
헌터는 빅게임 투수로 가장 압도적 상황들에서 최고였다.

## 경력

### 학교 경력
노스캐롤라이나주 허트퍼드에서 애벗과 밀리 헌터의 아들로 태어난 짐은 8명의 자식들 중 막내였다. 헌터는 자신의 청소년 시절을 통하여 퍼퀴먼스 고등학교에서 다양한 스포츠에 뛰어났다. 그는 야구에서 유격수, 강타자와 투수로서는 물론, 미식축구에서 라인배커와 오펜스 엔드로서 활약하였다. 그의 투구 실력은 메이저 리그 베이스볼 팀들에서 온 스카우트들을 고향으로 끌어들이기 시작하였다. 시니어 해에 헌터는 자신의 발가락 하나를 잃은 사냥 사고에서 상처를 입었다. 그 사고는 그가 절름거리고, 많은 스카우트들의 눈에 자신의 전망을 위태롭게 보이도록 놓았지만, 고등 시절 경력을 통하여 5개의 무안타와 더불어 26승 2패의 기록은 젊은 투수의 가능성을 보였다. 그 가능성은 헌터를 계약 맺은 캔자스시티 애슬레틱스에 의하여 곧 파악되었다.

### 캔자스시티/오클랜드 애슬레틱스
"캣피시"란 별명은 헌터가 시초적으로 단순한 7만 5천 달러를 위하여 계약되었을 때 캔자스시티 애슬레틱스의 소유자 찰스 O. 핀리에 의하여 지어졌다. 수술 때문에 1964년 시즌을 놓친 후, 헌터의 첫 메이저 리그 승리는 1965년 7월 27일 펜웨이 파크에서 보스턴 레드삭스를 상대로 한 경기였다. 자신의 첫 시즌부터 1977년까지 헌터는 전혀 출발을 놓친 적이 없고, 야구 사상 가장 견실하고 영속성 있는 투수들 중의 하나로 만들었다.
1966년 헌터는 아메리칸 리그 올스타 팀으로 임명되었으며, 이듬해 다시 되었다. 1968년 찰스 O. 핀리는 애슬레틱스를 오클랜드로 옮겼으며, 5월 8일 미네소타 트윈스를 상대로 경기에서 헌터는 1922년 이래 아메리칸 리그에서 첫 완전 시합을 투구하였다. 1971년 ~ 73년부터 그는 21개의 경기들을 우승하여 1972년과 1973년 우승률에서 아메리칸 리그를 지도하였다. 그는 지속적으로 경기들을 우승하고 1974년 사이 영 상을 수상하며, 스포팅 뉴스에 의하여 "올해의 투수"로 선정되었다.
애슬레틱스와 함께 한동안 헌터의 통계치는 인상적이었으며, 최소한 20개의 우승과 함께 4개의 연속적인 해, 무패와 함께 3연속 월드 시리즈 우승과 1974년 리그를 이끄는 2.49의 방어율이다. 그는 승리 (161)(159선발승으로 에디 플랭크(267선발승) 치프 벤더 (168선발승) 레프티 그로브 (167선발승)에 이어 애슬레틱스 통산 선발승 4위), 선발 등판 (340), 이닝 (2456), 완봉 (31)과 스트라이크아웃 (1520)에서 애슬레틱스 사상 최고 기록을 보유하고 있다.

### 뉴욕 양키스

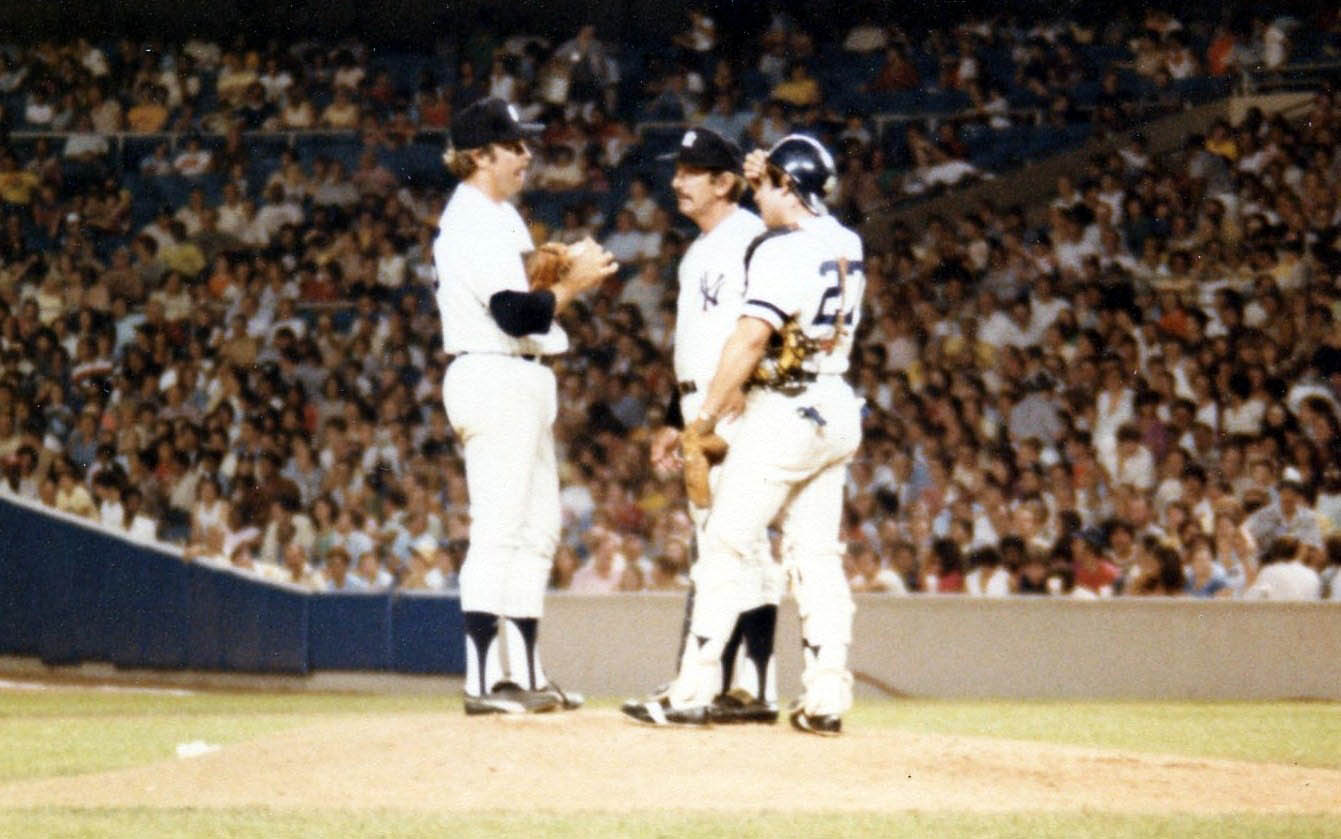
1979년 서먼 먼슨의 사망 후 (좌로부터 헌터, 빌리 마틴 감독과 브래드 굴덴)

1975년 헌터는 자신의 소유자가 5천 달러의 생명보험금을 내는 데 실패한 후, 자유 계약을 선언하였다. 그는 곧 3.5백만 달러를 위하여 뉴욕 양키스와 계약을 맺어 당시 자유 계약 선수들 중 최고 봉급을 받는 선수로 만들었다. 팀과 함께 자신의 첫해에 인상을 주는 데 실패하지 않은 헌터는 23승 14패로 가며, 우승에서 처음으로 동점을 매긴 한 해를 끝내며 7번째 연속적 해를 위하여 올스타 팀으로 임명되었다.
양키스는 1976년부터 1978년까지 헌터와 함께 3개의 연속적 페넌트와 2개의 월드 시리즈를 우승하였다. 그러나 팔의 긴장과 당뇨병의 효과들이 투수에 손해를 끼치기 시작하였다. 1979년 33세의 나이로 헌터는 야구에서 은퇴하였다. 캣피시 헌터는 효과적인 투수였으며, 그의 속력과 함께 그가 타자들을 압도했던 때문이 아니라 그의 투구의 정밀 때문이었다.

## 정확한 통제
헌터의 투수로서 성공은 거의 투수판에 그의 굉장한 통제 때문이었다. 아마 그의 총 사고 때문에 그는 패스트볼을 유포시키지 않았다. 그러나 심판의 스트라이크존을 찾기 위한 요령을 가져, 그것을 경기를 통하여 타자들을 좌절하게 만드는 데 이용하였다. 그의 투구들은 매우 칠 수 있게 보였으며, 특히 단단히 던지는 어떤 투수들과 비교되었다. 그럼에 불구하고, 그는 자신의 교활과 통제와 함께 거대한 성공을 즐겼다.

## 사망
자신이 지배한 스포츠에서 은퇴한 후, 헌터는 고향으로 돌아와 자신이 야구를 한동안에 놓친 취미들을 즐기며 시간의 대부분을 보냈다. 1999년 9월 9일 53세의 나이에 근위축성 측삭경화증으로 사망하였다.

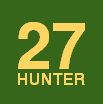
1991년 오클랜드 애슬레틱스에 의하여 영구 결번된 헌터의 등번호 27

## 영예
캣피시 헌터는 명령을 내리는 투수로 잘 알려졌다. 그의 5회의 월드 시리즈 우승은 그를 역사상 톱 10에 놓았으며, 그의 굉장한 경력은 1987년 미국 야구 명예의 전당으로 그를 헌액시켰다. 그는 또한 매우 접근하기 쉽고, 겸손하고, 상냥하기로 기억되고 있다. 헌터는 메이저 리그 선수가 되는 데 학교 시절 사냥 사고를 포함하여 곤란한 부상들을 이겨내야 했다. 그는 자신의 투구의 굉장한 통제를 가질 수 있던 경기의 역사상 가장 이름이 난 투수들 중의 하나로 알려졌다. 헌터가 공을 던지는 데 재능을 가진 동안, 그의 가장 중요한 특성은 곤란한 상황들에 어떻게 대처하는 거였고, 큰 경기의 상황으로부터 전혀 퇴각하지 않았다.
그의 등번호 27은 애슬레틱스에 의하여 1991년 영구 결번되었다.